# Акыртобе
Акыртобе (каз. Ақыртөбе) — село в Рыскуловском районе Жамбылской области Казахстана. Административный центр Акыртобинского сельского округа. Находится примерно в 51 км к западу от районного центра, села Кулан. Код КАТО — 315033100.
Имеется железнодорожная станция. Работает элеватор. Через Акыртобе проходит автомобильная дорога Алматы — Тараз.

## Население
В 1999 году население села составляло 2584 человека (1202 мужчины и 1382 женщины). По данным переписи 2009 года, в селе проживало 2678 человек (1339 мужчин и 1339 женщин).